# Pismo automatyczne

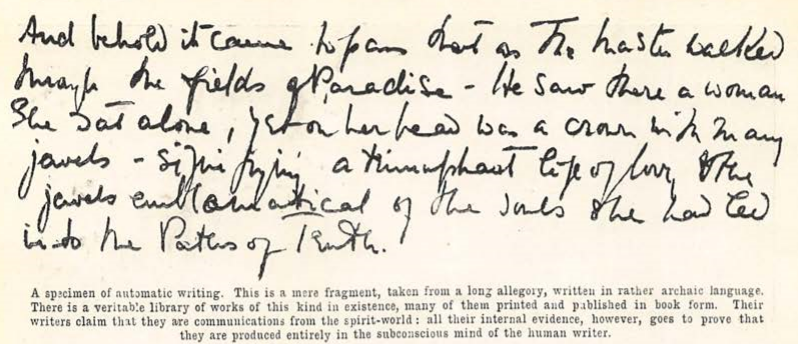
Pismo automatyczne zademonstrowane przez magika Williama Marriotta.

Pismo automatyczne, psychografia, ideogram (pojęcie stworzone przez parapsychologa Ingo Swanna) – proces (a także rezultat) pisania, którego osoba pisząca nie uważa za swoje dzieło, lecz za coś pochodzącego z podświadomości lub z jakiegoś źródła zewnętrznego lub ze źródła duchowego.
Jest uważane za zjawisko paranormalne, formę channelingu, czyli przekazu pozazmysłowego pochodzącego z zaświatów, w której medium po wejściu w trans przekazuje przesłanie istoty duchowej lub pozaziemskiej na piśmie. Słowa pojawiają się na papierze rzekomo bez udziału świadomości piszącego.
Pisanie automatyczne wykorzystują ezoterycy, spirytyści, osoby powiązane z ruchem New Age. Nie znajduje ono poparcia naukowego i jest przez nastawionych racjonalistycznie sceptyków uważane za pseudonaukę. 
Pismo automatyczne jest stosowane w spirytyzmie jako jedna z metod kontaktu z duchami.